# Normand Subsea
Le Normand Subsea est un navire de ravitaillement offshore qui appartient à l'entreprise de services offshore Subsea 7. Il navigue sous le pavillon norvégien et son port d'attache est Skudeneshavn.

## Histoire
Normand Subsea a été construit au chantier naval norvégien de Flekkefjord.
Il est équipé de deux grues principales d'une capacité de 150 et 140 tonnes et de grues annexes. Son pont de travail d'une superficie de 705 m² est conçu pour une charge maximale de 10 tonnes/m² et de 5 tonnes/m² pour le hangar.  
Le navire dispose de deux sous-marins télécommandés (ROV). Le déplacement sur zone d'exécution des travaux est effectué à une vitesse opérationnelle de 13 nœuds. La précision de positionnement est assurée par le système de positionnement dynamique, et la centrale de propulsion se compose de quatre moteurs Wärtsilä d'une capacité de 3,69 MW chacun.
Il dispose à bord de cabines pour 90 personnes. La livraison du personnel et de la cargaison peut être effectuée à l'aide de l'hélipad, qui est conçu pour recevoir des hélicoptères de type  Sikorsky S-92 ou Sikorsky S-61.

### Articles externes
- Normand Subsea - Site marinetraffic
- Seven Seas - Site Flotte Subsea 7
- Normand Subsea Site Subsea 7